# Coridorul Marea Baltică-Marea Adriatică
Coridorul Marea Baltică-Marea Adriatică sau Axa Marea Baltică-Marea Adriatică este o inițiativă europeană de creare a unui coridor feroviar și rutier nord-sud de mare capacitate care să lege Gdańsk, la Marea Baltică, de Bologna și de Marea Adriatică. Linia traversează Polonia, Cehia, Slovacia, Austria și Italia, conectând zone puternic industrializate precum Varșovia și Bazinul carbonifer al Sileziei Superioare, Viena și sud-estul Austriei și nordul Italiei. S-a dezvoltat din proiectul nr. 23 al rețelei transeuropene de transport (TEN-T) al axei feroviare Gdańsk-Viena, înființată în 2003. Transportând 24 de milioane de tone de marfă pe an, Coridorul Marea Baltică-Marea Adriatică este considerat una dintre cele mai importante linii transalpine din Europa.

## Istorie
În urma unei inițiative a Ministerului Transporturilor din Austria din 2006, Polonia, Cehia, Slovacia, Austria și Italia au semnat o scrisoare de intenție pentru extinderea proiectului feroviar TEN-T 23, pentru a forma Coridorul Marea Baltică-Marea Adriatică. Obiectivele inițiativei au fost eliminarea blocajelor, crearea unei legături intermodale a fluxurilor de trafic și conectarea cu alte coridoare principale europene, eliminarea dezavantajelor structurale și geografice pentru zonele insuficient deservite (cum ar fi statele austriece sudice Stiria și Carintia), creșterea competitivității transportului feroviar în raport cu cel rutier (camioane) și realizarea potențialului de dezvoltare a pieței pentru traficul de pasageri de-a lungul coridorului.
În 2009, 14 țări europene au semnat o declarație prin care au solicitat realizarea coridorului baltic-adriatic între Gdańsk și Bologna. La sfârșitul anului 2008 au început lucrările la prima fază a căii ferate austriece Koralm, între Graz și Klagenfurt, inclusiv la tunelul Koralm, lung de 33 km, cel mai mare element de infrastructură al liniei. Se preconizează că acesta va fi operațional până în 2025. În 2012 a început construcția tunelului Semmering, a cărui deschidere este prevăzută pentru 2030, ocolind pantele din Pasul Semmering.
Prin rezoluția din 19 octombrie 2011, Coridorul Marea Baltică-Marea Adriatică a fost legat de proiectul TEN-T Rail Baltica de la Varșovia, via Kaunas, Riga și Tallinn, până la Helsinki (inclusiv tunelul propus între Helsinki și Tallinn). În cadrul unei discuții cu Debora Serrachiani, membră al Parlamentului European, la 24 aprilie 2012, ministrul italian al infrastructurii și transporturilor, Corrado Passera, a reafirmat angajamentul guvernului italian de a extinde Coridorul Baltic-Adriatic până la Ancona, la 325 km la sud de Veneția.

## Liniile de cale ferată
- Gara Gdańsk Główny – Gara Varșovia de Est (Polskie Koleje Państwowe Calea ferată Varșovia-Gdańsk)
- Warszawa Centralna – Grodzisk Mazowiecki
- Linia feroviară Grodzisk Mazowiecki–Zawiercie
- Zawiercie – Katowice
- Katowice – Czechowice-Dziedzice

| - Czechowice-Dziedzice – Zebrzydowice/Petrovice u Karviné - Petrovice u Karviné – Bohumín – Ostrava - Ostrava - Brno - Brno - Viena | - Zwardoń – Čadca – Žilina - Žilina – Bratislava - Bratislava – Viena |

- Viena - Graz

## Zone deservite
- Golful Gdańsk cu porturile Gdańsk și Gdynia
- Zona metropolitană Varșovia, cu legătura spre Rail Baltica
- Łódź
- Regiunea Industrială Silezia Superioară (Katowice) și zona adiacentă nordul Moraviei (Ostrava)
- Zona urbană Olomouc
- Zona metropolitană Brno
- Zona metropolitană Viena (orașul și împrejurimile Austriei Inferioare), cu legătura spre Magistrala europeană
- Bratislava
- Stiria, orașul Graz și Carintia
- Trieste și Udine în regiunea Friuli-Veneția Giulia
- Veneto  cu (Veneția și Padova)
- Emilia-Romagna cu Bologna și Ravenna
- Marche (Ancona)